# Iron & Wine
Iron & Wine (Семюель Бім) — американський співак, автор чотирьох студійних альбомів, декількох синглів. Псевдонім музиканта було взято з назви харчової добавки «Beef Iron & Wine», яку той побачив під час зйомок фільму.

## Біографія
Музикант народився 26 липня 1974 року в Південній Кароліні, де його батько працював в управлінні земельними ресурсами, а мати — вчителькою.
Має ступінь бакалавра з мистецтв (спеціалізується на живописі). Закінчив Університет кіношколи у Флориді.

## Музична кар'єра
Випустив свій перший альбом The Creek Drank the Cradle на лейблі the Sub Pop написав, виконав, записав і спродюсував  у своїй домашній студії.
Другий альбом Our Endless Numbered Days вийшов 2004 року (був записаний на професійній студії).
Третій альбом The Shepherd's Dog було випущено 25 вересня 2007.
Музика Iron & Wine з'являлася в таких серіалах, як Анатомія Грей та Доктор Хаус.